# Inmigración chilena en Argentina
La inmigración chilena en Argentina se refiere a un movimiento migratorio desde Chile hacia uno de sus países vecinos, Argentina, con quien comparte la tercera frontera internacional más extensa del mundo. 
Según diversas estadísticas, Argentina es el país con el mayor número de inmigrantes chilenos. Por otro lado, dentro de las comunidades de extranjeros en Argentina, la chilena es la quinta de mayor peso situándose por debajo de los inmigrantes paraguayos, bolivianos, venezolanos, peruanos y por encima de los italianos, uruguayos y españoles. De acuerdo con los datos del censo nacional de 2022, cuenta con 149.082 inmigrantes, aunque según el RENAPER podrían ser más de 182.173 en 2024. La Organización de las Naciones Unidas (ONU), estimaba que al 2017 residían unos 221.109 chilenos en Argentina.
La relación entre Chile y Argentina es recíproca, puesto que inversamente, la comunidad argentina en Chile es de 85.202 inmigrantes (en 2022), siendo la sexta más grande de extranjeros en territorio chileno (detrás de los bolivianos, colombianos, haitianos, y venezolanos), y a su vez esta es la tercera comunidad más grande de argentinos viviendo en el exterior, sólo superada por los que viven en España y Estados Unidos, y primera entre los países latinoamericanos.
Ambas naciones comparten historia, costumbres e idioma, entre otras cosas, además de la tercera frontera más extensa del mundo.

## Historia

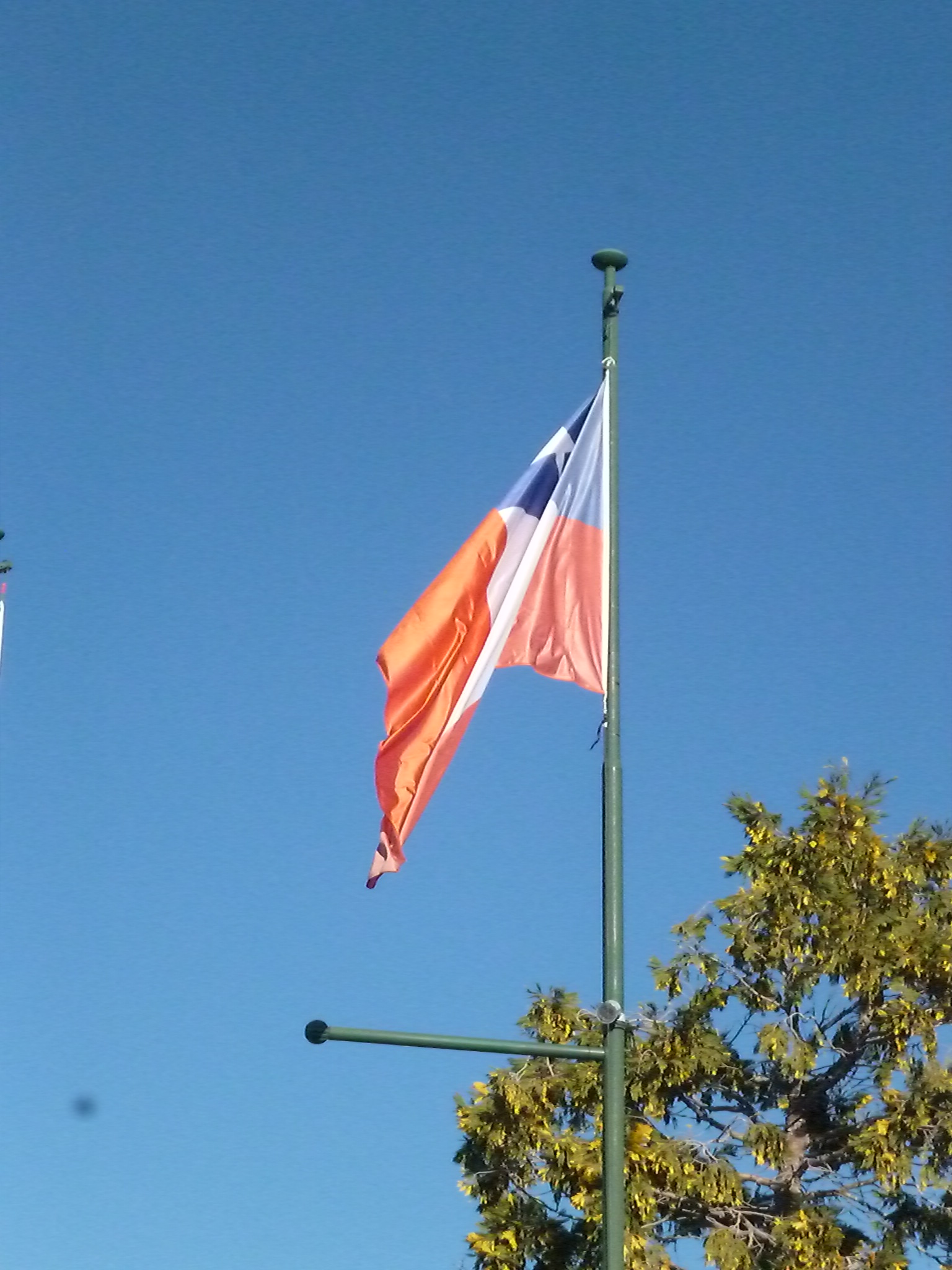
Bandera de Chile en la plaza de las Colectividades de Trelew, provincia del Chubut.

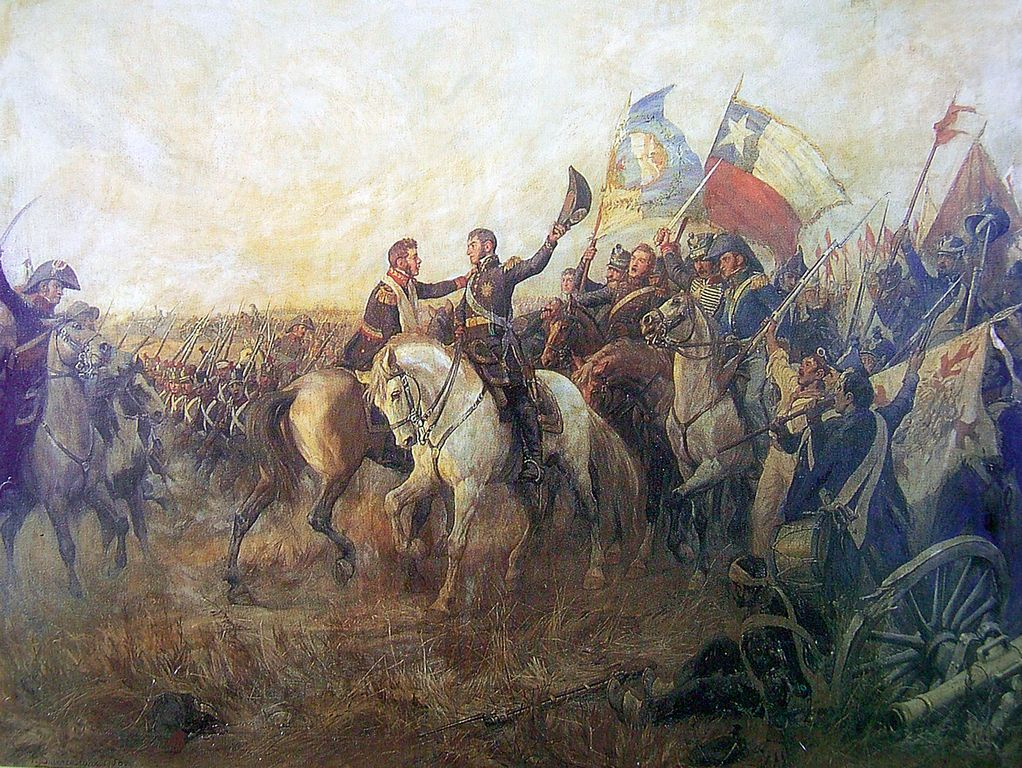
Abrazo de Maipú de Pedro Subercaseaux, donde se representa a los respectivos padres de la patria, Bernardo O'Higgins y José de San Martín.

El proceso migratorio entre ambos países se remonta a los tiempos de la colonia. Sin lugar a dudas, un memorable caso fue el de la emigración chilena hacia Argentina, luego de la batalla de Rancagua y la reconquista española de Chile entre 1814 y 1817. 
Desde fines del siglo XIX, se produjo una migración sostenida de chilotes hacia las provincias del sur de Argentina, para emplearse en las estancias ovejeras y como obreros de la industria. Desde entonces, son parte importante de la población chilena residente en el sur argentino, a tal punto que el término «chilote» es un apodo despectivo para cualquier chileno. Cientos o más de un millar de estos trabajadores fueron fusilados en la represión de las huelgas obreras de 1920-1921.
La migración de chilenos aumentó drásticamente[cita requerida] desde el golpe de Estado de 1973 encabezado por Augusto Pinochet. En el marco de la primavera democrática de 1973 con las primeras elecciones libres desde 1954 asume el primer presidente constitucional en 20 años Dr. Héctor José Cámpora. Con el golpe de septiembre de 1973, el gobierno argentino desplega un importante operativo de apoyo a los refugiados chilenos que huían del régimen Pinochetista, alrededor de 500 soldados fueron destinados a las fronteras para dar paso seguro a través de los Andes a los refugiados chilenos. El Presidente Cámpora fue el primero en denunciar las graves violaciones a los derechos humanos en Chile, junto con las torturas y desapariciones, enviando tres informes a la ONU que no fueron respondidos. La embajada argentina otorgó refugio a más de 400 ciudadanos chilenos, entre ellos artistas, médicos, escritores, cantantes y militantes de izquierda perseguidos. En febrero de 1974 un grupo de 40 miembros de la Armada chilena asaltaron durante la madrugada la embajada Argentina en Santiago, en busca de refugiados, lo que motivo un conflicto diplomático. Tras ello el presidente Juan Domingo Perón telefoneo Olof Palme quién junto al empresario argentino Jorge Antonio iniciaron las gestiones para mover a los 400 refugiados de la embajada argentina a la sueca, ubicada a 300 metros. Gracias a la gestión de Jorge Antonio quien escondió a los refugiados entre cajones en cuatro camiones de su empresa de transporte simulando una mudanza a un edificio residencial anexo a la embajada de Suecia, logrando salvar la vida de alrededor de 300 personas. Posteriormente el gobierno de Perón conseguiría 200 salvoconductos para evacuar a perseguidos políticos chilenos a Noruega y Suecia.
Alrededor de 43 mil chilenos y chilenas obtuvieron el reconocimiento de condición de refugiados en Argentina entre 1973 y marzo de 1976. De este forma, se inicia el pico de emigración chilena hacia Argentina, pudiéndose ver un movimiento notorio de chilenos buscando refugio en el país vecino, luego de que la dictadura militar iniciara una ola de exilios a opositores del régimen, eso sumado a la huida voluntaria de muchos ciudadanos; sin embargo, esto no duraría mucho, ya que Argentina sufriría su propio golpe en 1976.
En 1978, debido al Conflicto del Beagle en la Patagonia se hablaba de una cercana guerra con Chile, ya que las fuerzas armadas argentinas se estaban desplegando el sur del país. Muchas familias chilenas que habían vivido por décadas en el lado argentino sufrieron los acontecimientos. Para muchos ellos eran tan peligrosos como los «subversivos» en el Norte argentino. Varios fueguinos de nacionalidad chilena debieron vender sus casas, sus terrenos, sus negocios, y cruzar la frontera, ante la inminencia del conflicto. La dictadura militar también emitió una norma que prohibía la presencia de chilenos en empresas estatales.
Durante la guerra de las Malvinas de 1982, las colectividades chilenas patagónicas eran consideradas «sospechosas» por el gobierno militar argentino y sufrieron restricciones. Mario Almonacid Vargas, nacido en Comodoro Rivadavia e hijo de chilenos oriundos de Calbuco, fue un conscripto y primer soldado caído en combate en la Operación Georgias, que recuperó Grytviken en las islas Georgias del Sur.

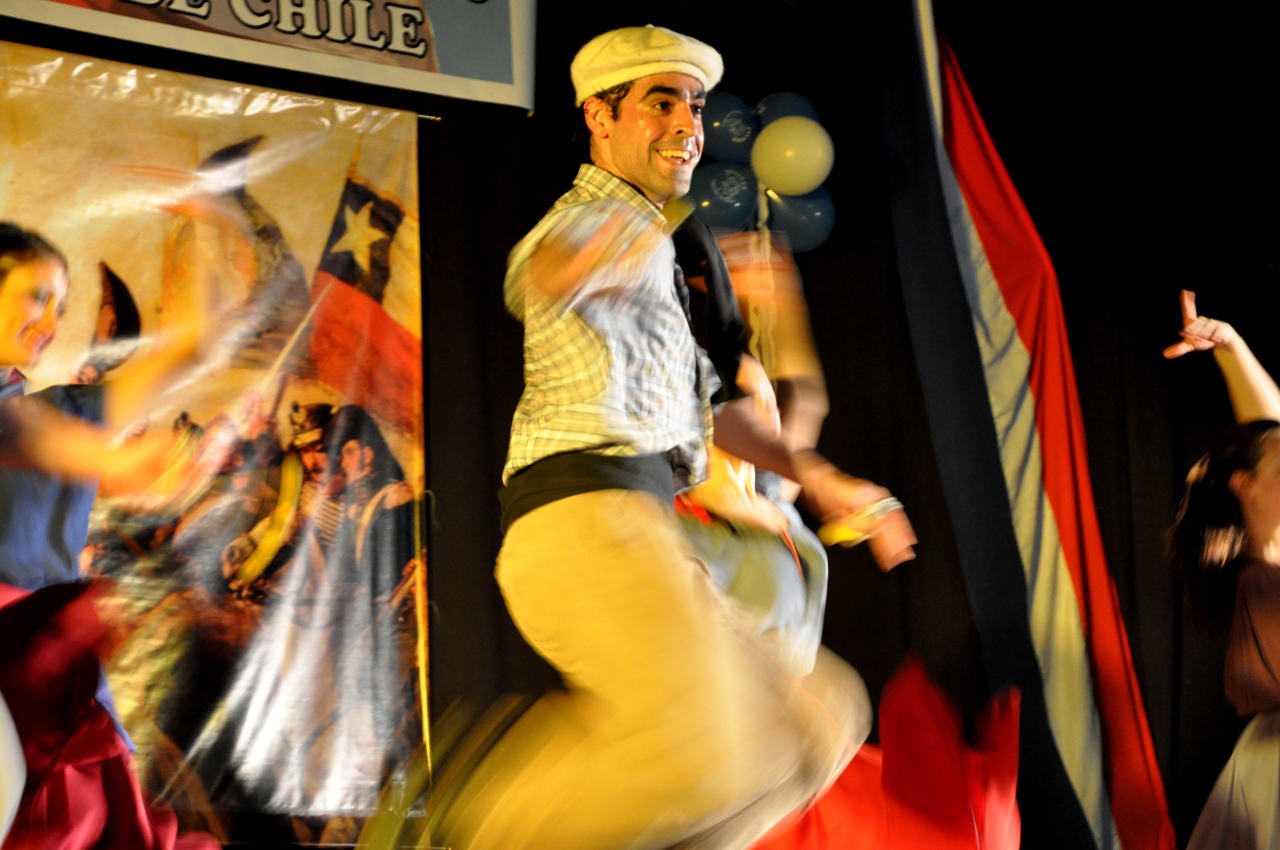
Danza de la asociación de residentes chilenos Gabriela Mistral de Ushuaia en los festejos del Bicentenario de Chile en Tierra del Fuego.

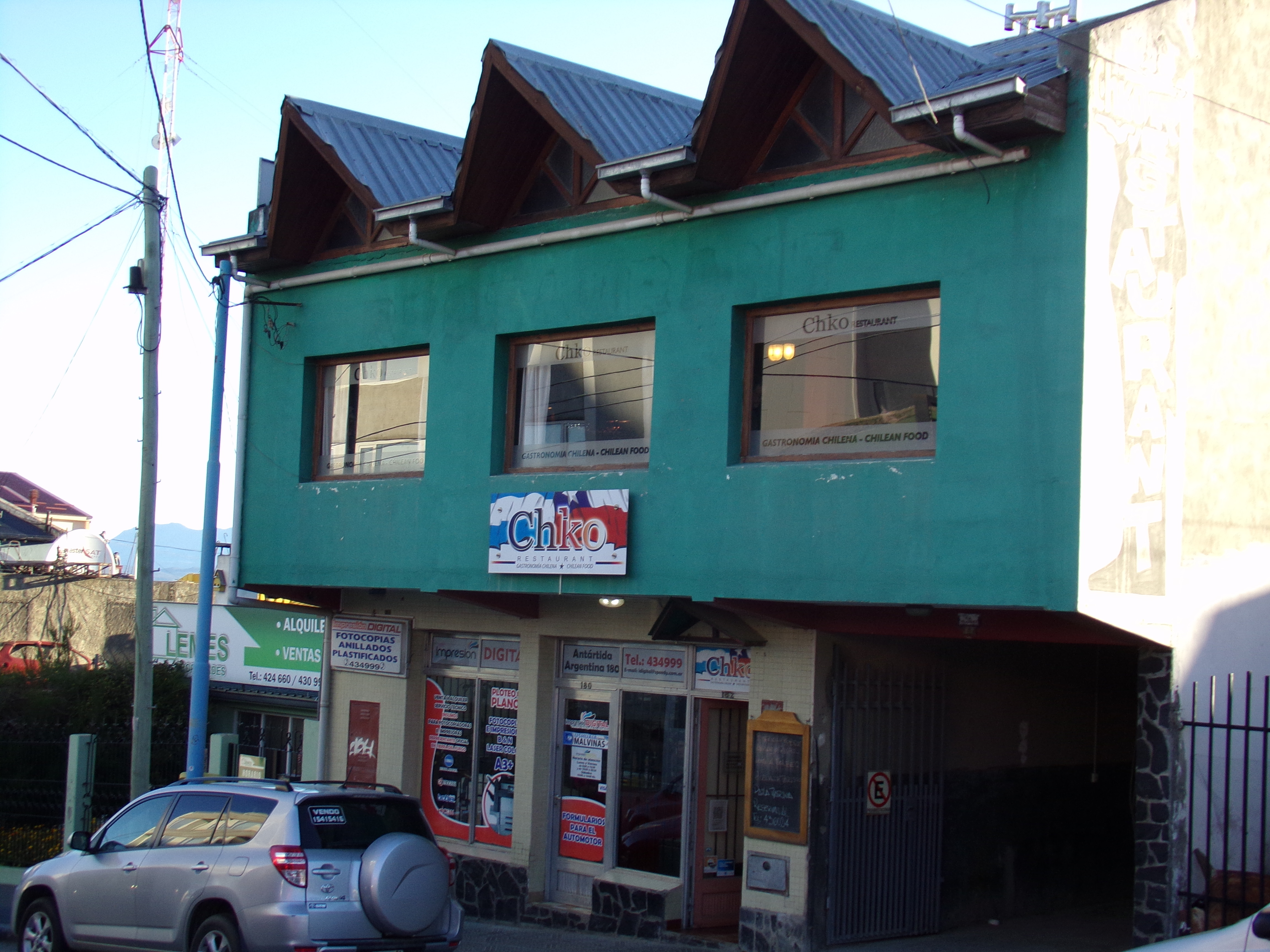
Restaurante chileno en Ushuaia.

Tras el retorno de la democracia en Chile en 1990, algunos ciudadanos de aquel país han regresado a su tierra natal, aunque otros se han afincado definitivamente en suelo argentino, sobre todo en la Patagonia, donde vive el 53%, superando el 5% del total de la población de cada provincia, y en la región de Cuyo, donde vive el 12 %, en donde han contribuido en diversas maneras, aportando costumbres, gastronomía, etc. El 10 % vive en la ciudad autónoma de Buenos Aires.
En el caso específico de la Patagonia, la mayoría de los chilenos provenían de Valdivia, Coyhaique, Llanquihue, Osorno, Cautín y sobre todo de Chiloé. 
Durante el siglo XXI, la inmigración chilena continúa siendo notoria, viéndose principalmente el aumento de jóvenes quienes por cuestiones económicas, escapan de los altos costos que ofrece la educación superior en su país de origen, buscando formarse en las universidades e institutos terciarios argentinos. En 2011, se estimaba que unos 5.000 chilenos se encontraban estudiando en Argentina.
En la capital argentina se realiza el festival «Buenos Aires Celebra a Chile» organizado por el Gobierno de la ciudad y la Embajada de Chile. En 2014, se realizó la sexta edición que contó con stands en la avenida de Mayo y presentaciones de artistas y agrupaciones folclóricas chilenas residentes en Buenos Aires.

## Estadísticas
Una estimación de 2003-2004 estimó a los chilenos descendientes nacidos en Argentina de padre o madre chilena en 190.000.
Según el censo nacional de 2010 se establece que los inmigrantes chilenos en Argentina, sobre el total de 191.147, un 86,7% (unos 165.724) arribaron al país a 1991 o antes, un 6,6% (unos 12.615) entre 1992 y 2001, y un 6,7% (unos 12.806) entre 2002 y 2010.
De acuerdo al Ministerio de Relaciones Exteriores, Argentina es el país con mayor número de chilenos residentes en el exterior. El organismo calcula total de chilenos residentes en el país asciende a 363.257 personas, lo que representa el 40% de los expatriados chilenos. De éstos, un 10%, es decir más de 33.000, viven en Buenos Aires.
La comunidad chilena alcanzó un punto máximo en 1991, cuando contaba con 247.987 habitantes y se ubicaba en el tercer puesto en el ranking de extranjeros en Argentina, solo por debajo de los italianos y paraguayos. Pero desde entonces ha disminuido; los 191.147 residentes en 2010 representaban una caída de -22,92% de los 247.987 de 1991[cita requerida](al contrario de corrientes inmigratorias como la paraguaya y la boliviana, que en ese espacio de tiempo crecieron en 116,72% y 137,02%, respectivamente). La mayoría de los chilenos en Argentina: la gran mayoría, un 86,7%, había llegado antes de 1991, y además tienen un mayor promedio de edad que el de otras comunidades de países vecinos, con más en cantidad de residentes de 40 años o superior. Pero también es una colectividad que se adaptó mejor a distintas ubicaciones geográficas que otras de estados limítrofes, puesto que la chilena está distribuida de forma balanceada por todas las Provincias de la Patagonia, a diferencia de por ejemplo las de paraguayos y bolivianos, que tienden a hacinarse  en Buenos Aires y alrededores.

## Distribución territorial

Porcentaje de chilenos en Argentina por provincia según el censo 2022.

El censo nacional de 2022 registró 149.082 personas nacidas en Chile. La siguiente tabla muestra la distribución en las 23 provincias y la ciudad autónoma de Buenos Aires (CABA) según los datos del censo:
| Rango | Provincia              | Nacidos en Chile | Porcentaje |
| ----- | ---------------------- | ---------------- | ---------- |
| 1     | Buenos Aires Provincia | 35.741           | 22,43%     |
| 2     | Río Negro              | 26.219           | 16,85%     |
| 3     | Neuquén                | 21.353           | 13,71%     |
| 4     | Mendoza                | 13.530           | 9,34%      |
| 5     | Chubut                 | 12.702           | 8,76%      |
| 6     | Santa Cruz             | 12.616           | 8,32%      |
| 7     | Ciudad de Buenos Aires | 8.090            | 8,11%      |
| 8     | Tierra del Fuego       | 5.939            | 3,80%      |
| 9     | Córdoba                | 2.973            | 2,17%      |
| 10    | Santa Fe               | 1.886            | 1,32%      |
| 11    | San Luis               | 1.630            | 1,21%      |
| 12    | San Juan               | 1.544            | 1,09%      |
| 13    | Salta                  | 1.037            | 0,73%      |
| 14    | La Pampa               | 766              | 0,46%      |
| 15    | Tucumán                | 576              | 0,34%      |
| 16    | Entre Ríos             | 479              | 0,30%      |
| 17    | Jujuy                  | 421              | 0,23%      |
| 18    | Misiones               | 341              | 0,21%      |
| 19    | La Rioja               | 338              | 0,18%      |
| 20    | Corrientes             | 316              | 0,12%      |
| 21    | Santiago del Estero    | 253              | 0,09%      |
| 22    | Catamarca              | 133              | 0,09%      |
| 23    | Chaco                  | 117              | 0,08%      |
| 24    | Formosa                | 82               | 0,06%      |
| TOTAL | Argentina              | 149.082          | 100 %      |

## Sexo y grupos de edad
Según el censo argentino de 2010, del total de 191.147 personas nacidas en Chile, 88.973 son hombres y 102.174 mujeres. Del total de hombres, 2.457 tienen entre 0 y 14 años, 65.668 entre 15 y 64, y 20.848 son mayores de 65 años de edad. Del total de mujeres, 2.363 tienen entre 0 y 14 años, 76.500 entre 15 y 64, y 23.311 son mayores de 65 años de edad.

## Instituciones y comunidades

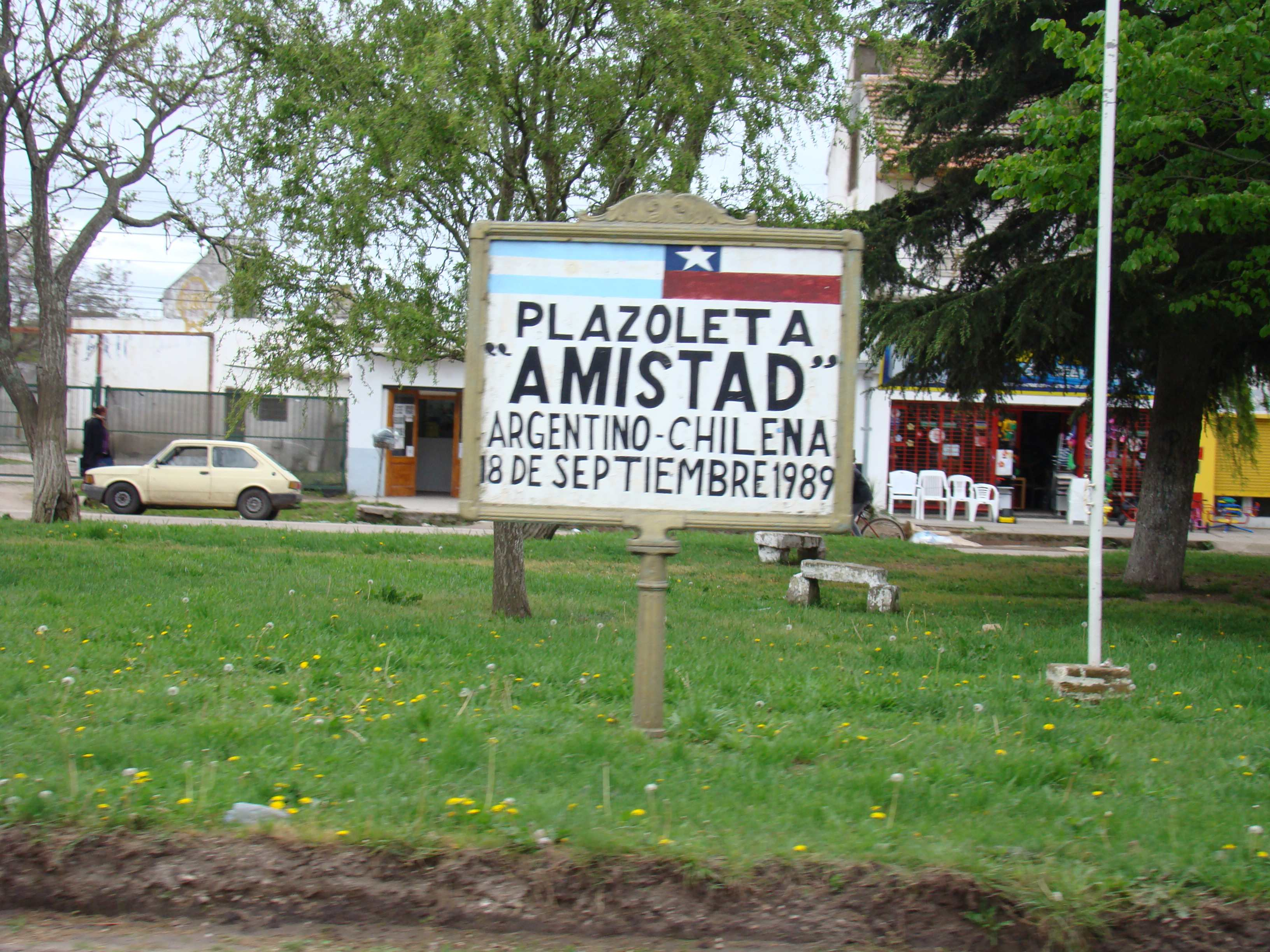
Plazoleta de la Amistad Argentino-Chilena en Batán, Buenos Aires.

Actualmente existen en Argentina comunidades de chilenos en la ciudad autónoma de Buenos Aires (y su área metropolitana), San Miguel de Tucumán, Río Gallegos, Villa Regina, Cipolletti, Bahía Blanca, Mar del Plata, Mendoza, Comodoro Rivadavia, Ushuaia, Comandante Luis Piedra Buena, Allen, Viedma, Ciudad de Neuquén, Río Turbio, Coronel Dorrego, Puerto Santa Cruz, Cinco Saltos, Cutral-Co, Chimpay, Puerto San Julián, San Juan, Río Grande, Bariloche, Trelew, Rosario, entre muchas otras. Todas estas agrupaciones, que van desde grupos de folclore hasta grupos de estudiantes, están registradas ante el Ministerio de Relaciones Exteriores de Chile.

## Argentinos de ascendencia chilena
- Néstor Kirchner, ex-Presidente de la Nación Argentina, hijo de madre chilena.
- María Becerra, música, ascendencia chilena por línea paterna.
- Mario Almonacid, marino.
- Aurora Alquinta, música.
- Ceferino Namuncurá, religioso católico, beato, hijo de padres mapuches.
- Sebastián Lelio, director cinematográfico.
- Benito Cerati, cantante, hijo de Gustavo Cerati y la chilena Cecilia Amenábar.
- Lisa Cerati, artista,  hija de Gustavo Cerati y Cecilia Amenábar
- Iverna Codina, escritora, hija de madre española y padre chileno.
- Jacobo Winograd, empresario, actor y figura del espectáculo.
- Leonardo Gil, futbolista, nieto de chilenos.
- Julia Mengolini, periodista y abogada, de madre chilena.
- Juan Acuña Kunz, político
- Antonella Costa, actriz, hija del actor chileno Martín Andrade
- Carlos Borcosque, director de cine, hijo del cineasta chileno Carlos Borcosque
- Eduardo Braun Menéndez, fisiólogo, nació en Chile.
- Paloma Contreras, actriz, hija del actor chileno Patricio Contreras
- Alfredo Gobbi, compositor de tango, hijo de la chilena Flora Rodríguez de Gobbi
- Silvia Hopenhayn, escritora, nació en Chile.
- Gabriel Arias, futbolista, nieto de chilenos.

## Flujos migratorios
A lo largo de la década de 2010, al año 2018 se han instalado en Argentina, contabilizando tanto a las radicaciones temporales como permanentes, unos 39.254 inmigrantes chilenos, con un pico de 5.084 en 2012, aunque asentando una tendencia a la baja desde 2016. 
| 2010  | 4.426  |
| 2011  | 4.652  |
| 2012  | 5.084  |
| 2013  | 5.020  |
| 2014  | 4.062  |
| 2015  | 4.946  |
| 2016  | 4.098  |
| 2017  | 3.798  |
| 2018  | 3.168  |
| 2019  | 2.320  |
| 2020  | 1.387  |
| 2021  | 2.128  |
| 2022  | 3.899  |
| 2023  | 3.470  |
| TOTAL | 52.458 |

Fuente: Instituto Nacional de Estadísticas y Censos (INDEC) y Dirección Nacional de Migraciones (DNM)